# Godas
Godas (* im 5. oder 6. Jahrhundert n. Chr.; † 533 in Cagliari) war ein Feldherr des Königreiches der Vandalen in Nordafrika im 6. Jahrhundert n. Chr.
Godas war Gote, stand aber im Dienst des Vandalenkönigs Gelimer, dem Herrscher des nordafrikanischen Vandalenreiches, der ihn zum Verwalter der vandalischen Provinz Sardinien ernannte. Als im Jahr 533 der Vandalenkrieg zwischen dem Oströmischen Reich unter Justinian I. und dem Vandalenreich Gelimers ausbrach, begann Godas als eigenständiger Souverän mit dem byzantinischen Kaiser Justinian I. zu kommunizieren. Er hatte offenbar die Absicht, sein eigenes Fürstentum auf der Insel Sardinien zu errichten. Er stellte die Steuerzahlungen an Gelimer ein und erklärte sich zum König von Sardinien. Als Reaktion schickte Gelimer eine große Armee unter Führung seines Bruders Tzazo nach Sardinien, die aus den meisten verfügbaren Truppen in Afrika bestand. Ziel der Unternehmung war, die Rebellion niederzuwerfen. Nach Prokopios von Caesarea landete Tzazo in Cagliari, eroberte sofort die Stadt und tötete Godas und seine Soldaten. Eine Rettungsmission, geschickt durch Justinian I., kam für Godas zu spät.
Godas’ Revolte erwies sich für das vandalische Reich als verheerend. Denn während Tzazo mit der Vandalen-Armee auf Sardinien war, landete eine oströmische Armee, die von Belisar befohlen wurde, kampflos in der Nähe von Caput Vada mit der Absicht, Nordafrika wieder dem Oströmischen Reich einzuverleiben. Belisar besiegte dann die verbleibenden Vandalentruppen und eroberte Karthago, noch bevor Gelimer Tzazo zur Verteidigung der Hauptstadt zurückrufen konnte.